# Byrsonima roigii
Byrsonima roigii là một loài thực vật có hoa trong họ Malpighiaceae. Loài này được Urb. mô tả khoa học đầu tiên năm 1925.